# Río Jaguari (Río Grande del Sur)
El río Jaguari es un río brasileño que atraviesa el estado de Rio Grande do Sul. Desemboca en el río Ibicuí, el cual desemboca a su vez en el río Uruguay, perteneciendo así a la Cuenca del Plata.